# Ізз ад-Даула
Ізз ад-Даула (*943—978) — емір Іраку в 967—978 роках. Тронне ім'я перекладається як «Слава держави». Повне ім'я — Ізз ад-Даула Абу Мансур Бахтіяр бен Муїз ад-Даула Ахмад.

## Життєпис
Походив з династії Буїдів. Старший син Муїза ад-Даули, аміра аль-умара та еміра Іраку, й представниці впливового дейлемітського роду. Народився у 943 році у м. Ахваз (столиці Хузистану). Отримав ім'я Бахтіар. Замолоду одружився з донькою Лашкаварза, відомого дейлемітського військовика.
У 955 році під час хвороби Муїз ад-Даула оголосив бахтіара своїм спадкоємцем трону. Тоді ж той отримав від халіфа почесне ім'я Ізз ад-Даула. З цього моменту керував справами у Багдаді під час відсутності батька. У 967 році після смерті останнього стає новим еміром Іраку.
Спочатку, намагаючись зміцнити своє становище, дотримувався мирних стосунків з усіма сусідами. У внутрішній політиці продовжував лінію батька, зберігши його військовиків та сановників на своїх посадах. В цей час його головна увага була прикута до налагодження мирних стосунків серед його військовиків: тюрок та дейлемітів. Не досягши бажаного суворими заходами, він у 970 році вирішив породичатися з тюркською знаттю, а водночас поєднати шлюбами дейлемітів та тюрок. Водночас почав спрямовувати війська проти Батіхаського емірату, що час від час відмовлявся йому коритися, втім без певного успіху.
У 971 році до північного Іраку вдерлися візантійські війська на чолі із імператором Іоанном I. Втім Ізз ад-Даула вирішив продовжувати чергову кампанію проти Батіхаського емірату, доручивши тюрському військовику Себук-Тегіну організувати оборону північних кордонів держави.
У 973 році виступив проти Хамданідів, дійшовши до Мосулу, проте зазнав невдачі. Вважається, що цьому сприяв Себук-Тегін, що поступово виявляв ворожість до еміра. Останній зрештою вирішив покінчити з впливом тюрок, яких намагався арештувати. Ті, в свою чергу підняли заколот в Хузистані та Багдаді. На останній рушили війська Хамданідів. Сам Ізза ад-Даула закріпився у Васіті, відмовившись коритися стрийку Рукн ад-Даулі та відкинувши пропозицію передати Багдад Себук-Тегіну.
Опинившись у скруті, Ізз ад-Даула звернувся до Рукн ад-Даула по допомогу. Той відправив свого сина Адуда ад-Даулу, еміра Фарса. Останній потроху рушив на допомогу Іззі, який тримався в Васіті в облозі тюрок. Зрештою Буїди придушили тюркське повстання, під час якого Себук-Тегін загинув. Втім Адуд ад-Даула вирішив сам стати еміром Іраку. Лише наказ Рукн ад-Даули змусив повернути у 975 році трон Іззі ад-Даулі.
Ізза ад-Даула змушений був визнати зверхність Рукн ад-Даули. У 976 році після смерті останнього оголосив себе старшим еміром. Для зміцнення свого становища одружився з донькою халіфа аль-Муті. Проти Іззи виступив Адуд ад-Даула, який також оголосив себе старшим еміром.
У 977 році війська Ізза ад-Даули зазнали поразки біля Ахвазу (в Хузистані) та відступили до Васіту. З огляду на складне становище розпочав перемовини з Адудом ад-Даулою. Водночас таємно спрямував гінця до Хамданідів, пропонуючи союз проти стриєчного брата. Ізза ад-Даула домовився з Адудом ад-Даулою про відмову від прав на Ірак та вільний відступ до Сирії. Біля Самарри об'єднався з військами Хамданідів, втім у битві біля цього міста зазнав нищівної поразки, потрапивши у полон.
Невдовзі за наказом Адуда ад-Даули Іззу ад-Даулу було страчено. Новим еміром Іраку став Адуд ад-Даула.

## Родина
- Марзубан
- Салар
- Абул-Гасем
- Абу Наср
- донька